# 石狮日报
《石狮日报》是中华人民共和国福建省的一份报纸，隶属于石狮市融媒体中心。報刊於1993年創辦，為中共石狮市委、石狮市人民政府的喉舌。

## 歷史沿革
《石狮日报》的前身是1993年9月创办的《石狮消息报》，1997年12月，国家新闻出版署同意《石狮消息报》获得刊号，得在中国大陆全境发行，并于2000年易今名。
2003年7月15日，中共中央办公厅及国务院办公厅发布关于报刊治理整顿的决定，福建省一些县报受此影响而停办，而《石狮日报》则因经营状况良好得以保留下来:75，成為福建省唯一保留下來的縣報，並被福建日报报业集团有償兼併，成為後者的子公司。2021年4月，福建日报报业集团将《石狮日报》下放石狮市融媒体中心管理。

## 外部連結
- 石狮日报数字报（页面存档备份，存于）
- 石狮日报的新浪微博